# Odontomachus scalptus
Odontomachus scalptus är en myrart som beskrevs av Brown 1978. Odontomachus scalptus ingår i släktet Odontomachus och familjen myror. Inga underarter finns listade i Catalogue of Life.